# Oblast d'Akmolinsk
1868–1919
Entités précédentes :
- Oblast des Kirghizes de Sibérie

Entités suivantes :
- Gouvernement d'Omsk

L'oblast d’Akmolinsk (nommée oblast d'Omsk entre 1918 et 1919) est une subdivision administrative de l'Empire russe entre 1868 et 1919. Sa capitale était Omsk.

## Géographie
Il s'étendait de l'Ichim à l'ouest, à l'Irtych au nord-est. Il est bordé au sud par l'oblast du Syr-Daria. Actuellement, il occupe les territoires de l'oblys d'Aqmola (centre), du Kazakhstan-Septentrional (nord) et de l'oblast d'Omsk (nord).
La région est géologiquement divisée en trois parties bien distinctes. 
- La partie nord: plaines de faible altitude, les lacs salés comme le Tengiz ont favorisé l'exploitation de marais salant.
- Région centrale: principalement des crêtes faiblement escarpées, elle est irriguée par les rivières Noura, Ichim et Sary-Sou. On y trouve des exploitations d'or, de cuivre et de charbon.
- Partie sud: désertique, c'est une steppe aride connue sous le nom de Steppe de la Faim (Бет-пак-дала). Elle s'étend de la source du Sary-Sou à la rivière Tchou.

## Ouiezd
En 1898, l'oblast fut divisé en cinq ouiezds:
| no | Ouiezd               | Ville principale | Surface, en verste | Population (1897) |
| -- | -------------------- | ---------------- | ------------------ | ----------------- |
| 1  | Ouiezd d'Akmolinsk   | Akmolinsk        | 108 390,0          | 185 058           |
| 2  | Ouiezd d'Atbassar    | Atbassar         | 219 420,0          | 86 413            |
| 3  | Ouiezd de Kokchetaou | Kokchetaou       | 69 290,0           | 155 461           |
| 4  | Ouiezd d'Omsk        | Omsk             | 37 170,0           | 100 539           |
| 5  | Petropavl            | Petropavl        | 63 590,0           | 155 137           |

Quatre nouvelles subdivision s'y ajoutent en 1918:
| no | Ouiezd                | Ville principale |
| -- | --------------------- | ---------------- |
| 1  | Ouiezd de Kalatchinsk | Kalatchinsk      |
| 2  | Ouiezd de Slavgorod   | Slavgorod        |
| 3  | Ouiezd de Tara        | Tara             |
| 4  | Ouiezd de Tatarsk     | Tatarsk          |

## Personnalités
- Alexandre Kazantsev
- Dmitri Karbychev
- Valerian Kouïbychev
- Leonid Martynov
- Vissarion Chebaline